# Amanitores
Candaces Amanishakheto o Amanitores fou reina de Núbia amb capital a Mèroe. Va governar del 10 aC fins vers el 20 dC. Va succeir a Akinidad i després d'uns deu anys va governar plegada amb Natakamani o Natekamani i més tard tornava a governar sola o potser amb els reis Arikhankharer i Arikakahtani. Després de l'any 20 dC ja apareix com a rei Shorkaror.
Amanitore (c. 50 d.C.) va ser una nubia Candances, o reina-faraó, de l'antic Regne de Cuix de Mèroe, que també es coneix com a Núbia en moltes fonts antigues. En els jeroglífics egipcis, el nom del tron d'Amanitore es diu Merkare. Molts Kandak es descriuen com a reines guerreres que van dirigir forces a les batalles.
Kandake Amanitore s'esmenta sovint com a corregent amb Natakamani encara que no és clar si era la seva dona o mare.
El seu palau reial es trobava a Gebel Barkal, al Sudan actual, que ara és patrimoni de la UNESCO. L'àrea del seu domini estava entre els rius Nil i Atbara.
Va formar part del període històric meroític i el seu regnat va començar l'1 aC. El govern del seu successor, Amanitaraqide, es va completar el 50 dC.
Aquesta reina és esmentada pel Nou Testament (Actes (:26-40)